# دهستان دیباج
دهستان دیباج دهستانی در بخش لطف‌آباد شهرستان درگز در استان خراسان رضوی ایران به مرکزیت روستای شیلیگان است.

## جمعیت
براساس سرشماری مرکز آمار ایران در سال ۱۳۸۵، جمعیت دهستان دیباج ۳۲۹۷ نفر (۹۱۳ خانوار) بوده‌است. جمعیت این دهستان در سال ۱۳۹۰ به ۳۳۱۳ نفر رسیده‌است.